# Villamar, Michoacán
Villamar là một đô thị thuộc bang Michoacán, México. Năm 2005, dân số của đô thị này là 15512 người.